# Ирвин, Келинн
Келинн Ирвин (англ. Calynn Irwin; 24 февраля 1989, Торонто, Онтарио, Канада) — канадская сноубордистка, выступающая в дисциплине хафпайп.

## Карьера
Келинн Ирвин было всего 16 лет, когда она участвовала в своем первом этапе Кубка мира в декабре 2005 года в Уистлере. Это произошло после того, как она финишировала пятой на чемпионате мира ФИС среди юниоров 2005 года в апреле. Но летом 2006 года она получила сотрясение мозга, из-за которого она на два года перестала заниматься сноубордом. Она вернулась на этап Кубка мира в феврале 2009 года на тестовых соревнованиях в Ванкувере 2010 года.
В 2012 году Ирвин заработала свою первую медаль на чемпионате Канады, заняв третье место после Мерседес Николль и Кэти Цуюки. Она показала свой лучший результат на чемпионате мира в феврале 2011 года, заняв 10-е место в Стоунхэме, Квебек. Ирвин приблизилась к этому показателю в декабре 2017 года, когда заняла 11-е место в Secret Garden, Китай. Она также участвовала в соревнованиях World Snowboard Tour. В марте 2016 года она заняла 10-е место на соревнованиях Burton US Open с высокой конкуренцией. В 2018 году Ирвин была включена в состав олимпийской сборной Канады на Зимних Олимпийских играх 2018 и заняла 23 место.